# Valdearcos de la Vega
Valdearcos de la Vega là một đô thị trong tỉnh Valladolid, Castile và León, Tây Ban Nha. Theo điều tra dân số 2004 (INE), đô thị này có dân số là 115 người.